# Bruno Putzulu
Bruno Putzulu (Toutainville, 24 de maio de 1967) é um ator francês.

## Filmografia

### Longas-metragens
- 1994: Emmène-moi por Michel Spinosa
- 1994: Jefferson in Paris por James Ivory
- 1995: The Bait por Bertrand Tavernier
- 1995: Marie-Louise ou la Permission por Manuel Flèche
- 1995: Mécaniques célestes por Fina Torres
- 1995: Les Aveux de l'innocent por Jean-Pierre Améris
- 1995: Un héros très discret por Jacques Audiard
- 1997: Petits Désordres amoureux por Olivier Péray
- 1998: Une minute de silence por Florent Emilio Siri
- 1998: Le Sourire du clown por Eric Besnard
- 1999: Les Passagers por Jean-Claude Guiguet
- 1999: Why Not Me? por Stéphane Giusti
- 1999: Les gens qui s'aiment por Jean-Charles Tacchella
- 1999: Virilité por Roman Girre
- 1999: De l'amour por Jean-François Richet
- 2001: Éloge de l'Amour por Jean-Luc Godard
- 2001: (Entre nous) por Serge Lalou
- 2001: Lulu por Jean-Henri Roger
- 2002: Irene por Ivan Calbérac
- 2002: Lilly's Story por Roviros Manthoulis
- 2003: Les Clefs de bagnole por Laurent Baffie (simple apparition)
- 2003: Dans le rouge du couchant por Edgardo Cozarinsky
- 2003: Monsieur N. por Antoine de Caunes
- 2003: Father and Sons por Michel Boujenah
- 2003: Tout pour l'oseille por Bertrand Van Effenterre
- 2004: Holy Lola por Bertrand Tavernier
- 2004: Les gens honnêtes vivent en France / La gente honrada por Bob Decout
- 2004: Belhorizon por Inès Rabadan
- 2006: Dans les cordes por Magaly Richard-Serrano
- 2007: La Fabrique des sentiments por Jean-Marc Moutout
- 2014: L'Art de la fugue por Brice Cauvin

### Curtas-metragens
- 1996: Nord pour mémoire, avant de le perdre por Isabelle Ingold and Viviane Perelmuter
- 1998: Le Réceptionniste por Ivan Calbérac
- 2000: Guedin por Frédy Busso

### Filmes para TV
- 1997: La Famille Sapajou por Élisabeth Rappeneau
- 1999: Georges Dandin por Bernard Stora
- 2002: La Tranchée des espoirs por Jean-Louis Lorenzi
- 2003: La Place de l'autre por Roberto Garzelli
- 2004: Le Temps meurtrier por Philippe Monnier
- 2006: Un amour de fantôme por Arnaud Sélignac
- 2006: Chez Maupassant : Deux amis por Gérard Jourd'hui
- 2007: Le Diable en embuscade por Jean-Pierre Mocky
- 2016: Baisers cachés por Didier Bivel